# The Crown (musikgrupp)
The Crown, (även känd som Crown) är ett svenskt thrash/death metal-band från Trollhättan.

## Biografi
Bandet bildades 1990 som ett garageband; först 1992 var de med på en samlingsskiva. Vid den här tidpunkten hette bandet Crown of Thorns som syftade på Jesus törnekrona.
1993 släppte de sin första demo Forever Heaven Gone. Demon gjorde att de fick uppmärksamhet av undergroundscenen och spelade därför bland annat på Hultsfredsfestivalen. Kort därefter lämnade originalgitarristen Robert Österberg bandet och blev ersatt av Marcus Sunesson. Därefter släpptes gruppens andra demo: Forget the Light.
Gruppen tecknade ett skivkontrakt med Black Sun Records och släppte debut cd:n The Burning 1995.
1996 släppte de sin andra skiva Eternal Death. 1997 var de tvungna att byta namn till The Crown efter en konflikt med en rapgrupp med samma namn.
- 2001 lämnade sångaren Johan Lindestrand bandet och ex-At the Gates Tomas Lindberg tog hans plats.Bandet spelade därefter in Crowned in Terror.
- 2002 sparkas Tomas Lindberg och Johan Lindstrand träder åter tillbaka igen i sångarrollen.
- 2003 firade bandet 13-årsjubileum och släppte därför den 13-spåriga Possessed 13.
- 2004 spelar man in Crowned in Terror igen, med Johan på sång och släpper den under namnet Crowned Unholy, därefter splittrades bandet efter ett gemensamt beslut.
- 2009 bildar fyra av originalmedlemmarna bandet Dobermann med Jonas Stålhammar på sång.
- 2010 blir man officiellt The Crown igen.
- 2011 i september meddelas det att Johan Lindstrand återigen kliver in i rollen som sångare.Man har 6-7 nya sånger skrivna och bandet hoppas kunna gå in studion tidigt 2012.

## Medlemmar
Nuvarande medlemmar
- Marko Tervonen – gitarr (1990–2004, 2009– )
- Johan Lindstrand – sång (1990–2001, 2002–2004, 2011– )
- Marcus Sunesson – gitarr (1993–2004, 2009–2013, 2024-)
- Mattias Rasmussen – bas (2022–)
- Mikael Norén – trummor (2022–)

Tidigare medlemmar
- Janne Saarenpää – trummor (1990–2004, 2009–2014)
- Henrik Axelsson – trummor (2016–2022)
- Robert Österberg – gitarr (1990–1993)
- Robin Sörqvist – gitarr (2013–2024 )
- Tomas Lindberg – sång (2001–2002)
- Jonas Stålhammar – sång (2009–2011)
- Magnus Olsfelt – basgitarr (1990–2004, 2009– 2022)

Turnerande medlemmar
- Robin Sörqvist – gitarr (2012–2013)
- Henrik Axelsson – trummor (2014–2016)

## Diskografi
Demo
- Forever Heaven Gone (1993)
- Forget the Light (1994)

Studioalbum som Crown of Thorns
- The Burning (1995)
- Eternal Death (1997)

Studioalbum
- Hell Is Here (1999)
- Deathrace King (2000)
- The Burning (2002)
- Eternal Death (2002)
- Crowned In Terror (2002)
- Possessed 13 (2003)
- Crowned Unholy (2004)
- The Burning (2005)
- Eternal Death (2005)
- Doomsday King (2010)
- Death Is Not Dead (2015)
- Cobra Speed Venom (2018)
- Royal Destroyer (2021)
- Crown of Thorns (2024)

EP
- Zombiefied!

Singlar
- "Headhunter" (2014)

Video
- 14 Years of No Tomorrow (3DVD) (2005)